# Delitschia winteri
Delitschia winteri är en svampart som först beskrevs av W. Phillips & Plowr., och fick sitt nu gällande namn av Pier Andrea Saccardo 1882. Delitschia winteri ingår i släktet Delitschia och familjen Delitschiaceae.  Arten är reproducerande i Sverige. Inga underarter finns listade i Catalogue of Life.